# 東京ベイNKホール
東京ベイNKホール（とうきょうベイエヌケイホール、Tokyo Bay NK Hall）は、かつて千葉県浦安市に所在したコンサートホール。1988年に開業し、2005年に閉館した。

## 概要
オープンは1988年（昭和63年）。名称の"NK"は、当時の日本火災海上保険（Nihon Kasai、現・損害保険ジャパン）が所有していた事によるが、その後、運営は第一生命保険に引き継がれた。客席数は固定席の場合で6,269席。アリーナ後方には昇降式のスタンド席が設けられていたほか、ホールとして使用される際はスタンディング席として使用されることも想定しており、その場合、東京周辺ではZepp Tokyoを越える最大級の収容人数（最大6,500人収容）だった。
主として、音楽関連のコンサートや舞台演劇、格闘技などのスポーツに幅広く利用されていた。1992年から2003年までは『ミュージックステーションスーパーライブ』（テレビ朝日系列）、2001年から2004年までは『1億3000万人が選ぶ!ベストアーティスト』（日本テレビ系列）の開催地として、また、2001年から2003年までは『クリスマスの約束』（TBS）の収録会場としても使用された。
しかし、所有者だった第一生命保険が「竣工後16年を経て設備更新のタイミングに入っており、今後莫大な追加投資が見込まれるため」として、2005年6月30日に閉鎖することを発表。その後、正式な閉鎖は同年7月10日まで持ち越されたが、閉鎖後も施設は取り壊されず、2011年6月12日には東日本大震災のチャリティイベントとして「千葉県震災復興フェア」が跡地内で開催されたほか、温泉掘削の申請も行われたものの許可に至らなかった。
2013年12月24日、当施設が所在する東京ディズニーリゾートの運営母体・オリエンタルランドが当施設とその周辺の土地を約93.19億円で取得。2015年に解体工事が開始され、跡地には東京ディズニーリゾート・トイ・ストーリーホテルが2022年4月5日に開業した。

## 主な実績
- 杮落とし - 1988年10月2日（C-C-B）
- 最終公演 - 2005年7月10日（W-inds）

### 同会場から放送 / 収録されたテレビ番組
- NEW BLOOD '88 -'89 SPECIAL IN CONCERT…1988年9月4日に同ホールで開催・収録。久保田利伸、GWINKO、MINNIE、AMAZONS、清水美恵、高橋洋子、遠藤由美、富樫明生、武部聡志、藤本三四朗、米米CLUBが出演。同年冬にフジテレビ系列で放送された。
- 沢田研二コンサート 彼は眠れない（NHKBS生中継、1989年10月13日）
- ミュージックステーションスーパーライブ（テレビ朝日系、1992年 - 2003年）
- 輝け!!第24回日本歌謡大賞（フジテレビ系、1993年11月16日。同年で終了）
- HEY!HEY!HEY! MUSIC CHAMPの特番（夢のCHAMP CARNIVAL、MUSIC AWARDSなど）（フジテレビ系、1996年 - 2001年）
- SASUKE第1回メイン会場（TBS系、1997年9月）
- とくばん（TBS系、1997年10月・1998年4月）
- 発表!!第33回日本有線大賞（TBS系、2000年12月15日）
- 1億3000万人が選ぶ!ベストアーティスト（西暦）（日本テレビ系、2001年 - 2004年）
- クリスマスの約束（TBS系、2001年 - 2003年）
- MTV COOL CHRISTMAS 2004（MTVジャパン、2004年）
- 第24回全国高等学校クイズ選手権（日本テレビ系、2004年）

など

### 同会場でラストライブを開催・解散したグループ・バンド
- CoCo（1994年8月21日、ラストツアー「CoCo夏'94 CoCo was CoCo made」最終日）
- DIE IN CRIES（1995年7月2日、LAST LIVE）※後に「LAST LIVE「1995.7.2」」として映像化された。
- チェキッ娘（1999年11月3日、卒業ライブ「チェキッ娘LIVE ver.2.0.1-f 旅立ち 2000 －泣いたモン勝ち－」）
  - 2000年1月に映像作品「チェキッ娘 in 旅立ちLIVE」、3月に同「チェキッ娘 in 旅立ちLIVE The DVD」としてそれぞれ発売。
- 聖飢魔II（1999年12月31日）
  - 「THE ULTIMATE BLACK MASS」と題し、地球征服完了をもって公約通り解散、翌2000年には映像作品として「活動絵巻 THE BLACK MASS FINAL 3 NIGHTS」及び「THE ULTIMATE BLACK MASS [COMPLETE]」、ライブ・アルバムとして「THE BLACK MASS FINAL 3 NIGHTS」が発売された。
- FANATIC◇CRISIS（2005年5月14日 LAST LIVE。解散発表後の全国ツアーはファンクラブ会員限定。発表後の一般向ライブは、同日が最初で最後であった）

など

### 格闘技興行
- 1992年から1995年まで全日本キックボクシング連盟が主会場として使用した。
- 格闘技団体「パンクラス」は1993年9月21日にここで旗揚げ興行を行った[9]。1995年から1999年までは毎年1回、大会が開催されており、1997年は3回行われたが、2000年以降は使用されなかった。しかし閉鎖が決定した後の2004年11月7日には「ありがとうNKホール」と銘打った興行が開催された。
- プロレスでも平成維震軍旗揚げ興行[10]や全女対JWP対抗戦など歴史的な興行が数多く行われた。
- 1996年11月3日には、プロボクシング元世界ヘビー級チャンピオン：ジョージ・フォアマン（ アメリカ合衆国）がWBU世界ヘビー級王座の防衛戦を開催した（新日本プロモーションがJBCプロモーターライセンスを名義貸ししなかった為に同非公認の興行・試合となった）。アンダーカードとしてWIBF世界スーパーウェルター級選手権試合、メアリー・アン・アルマジャー（ アメリカ合衆国） vs ヴァレリー・ヘニン（ フランス）戦が行われ、これが日本国内で初めて行われた女子プロボクシング世界選手権試合となる。
- 1998年・1999年の「VALE TUDO JAPAN」、2000年12月17日の「修斗」興行も開催された。
- 1999年11月14日、アメリカの総合格闘技イベント「UFC」の第2回日本興行（UFC 23）が開催された。
- 2002年2月23日には、WBC認定世界ライトフライ級選手権試合：崔堯三（ 韓国）対山口真吾（ 日本／渡嘉敷）戦が開催された。尚、この試合は当会場で開催されたJBC公認団体による唯一の世界選手権試合であった。

### その他
- 1988年大晦日～1989年元旦のさだまさしのデビュー15周年カウントダウンライブが開催され、ライブ・アルバム『昭和63〜64年東京ベイNKホール「ゆく年くる年コンサート」LIVE 十五周年漂流記』としてリリースされている。
- 1993年7月21日に発売されたTHE ALFEEのアコースティック・ライブ・アルバム『Confidence』は同所開催されたLAWSON主催のアコースティック・ツアーの公演の模様で、収録当日はWOWOWのテレビ収録も行われ、後日放映された。
- 1993年10月1日発売、米米CLUBの『愛はふしぎさ』のMV撮影に使用[11]。
- 1997年公開映画「シャ乱Qの演歌の花道」ではシャ乱Qのライブシーンなどの撮影に使用された。
- 2001年から2004年まで統一全日本ダンス選手権の会場として使われていた。
- 岡村靖幸はこのホールをタイトルとした曲「N☆baby」を歌っている。
- 2001年3月24日、アニメラブひなのファイナルライブイベント「LOVE LIVE HINA in東京BAY」が開催された。

## アクセス
- ホールへは舞浜駅（JR京葉線）よりディズニーリゾートラインに乗り換えて、ベイサイド・ステーション駅下車ですぐ行く事ができた。案内放送では閉鎖後も一定期間「東京ベイNKホール」を使用していた[要出典]。
- イベント開催に合わせて舞浜駅より直通バスも運行されていた[要出典]。
- ディズニーリゾートライン開業前は、バスを利用するか舞浜駅から徒歩（2km）しかアクセス手段がなかった。